# EHF Liga Mistrzów 2019/2020 (grupa B)
EHF Liga Mistrzów 2019/2020 - rozgrywki i tabela grupy B
| Lp. | Drużyna              | M  | Mecze | Mecze | Mecze | Bramki | Bramki | Bramki | Pkt |
| Lp. | Drużyna              | M  | W     | R     | P     | +      | −      | +/−    | Pkt |
| --- | -------------------- | -- | ----- | ----- | ----- | ------ | ------ | ------ | --- |
| 1.  | THW Kiel             | 14 | 9     | 2     | 3     | 437    | 398    | +39    | 20  |
| 2.  | Telekom Veszprém     | 14 | 10    | 0     | 4     | 448    | 386    | +62    | 20  |
| 3.  | PGE Vive Kielce      | 14 | 8     | 2     | 4     | 421    | 389    | +32    | 18  |
| 4.  | Montpellier Handball | 14 | 8     | 1     | 5     | 386    | 375    | +11    | 17  |
| 5.  | FC Porto             | 14 | 6     | 2     | 6     | 400    | 410    | −10    | 14  |
| 6.  | RK Wardar Skopje     | 14 | 5     | 1     | 8     | 396    | 444    | −48    | 11  |
| 7.  | HC Meszkow Brześć    | 14 | 4     | 0     | 10    | 401    | 431    | −30    | 8   |
| 8.  | HK Motor Zaporoże    | 14 | 1     | 2     | 11    | 406    | 462    | −56    | 4   |

| Gospodarz \ Gość     | VAR   | VES   | KCE   | MES   | ZAP   | MON   | POR   | KIE   |
| RK Wardar Skopje     |       | 29:38 | 28:28 | 36:31 | 38:28 | 27:31 | 32:27 | 20:31 |
| Telekom Veszprém     | 39:30 |       | 28:24 | 31:25 | 40:28 | 24:23 | 38:28 | 31:37 |
| PGE Vive Kielce      | 35:25 | 34:33 |       | 30:24 | 33:26 | 27:29 | 30:25 | 32:30 |
| HC Meszkow Brześć    | 31:22 | 30:37 | 27:31 |       | 33:31 | 25:27 | 32:35 | 33:30 |
| HK Motor Zaporoże    | 30:31 | 22:32 | 26:33 | 33:36 |       | 25:26 | 33:29 | 27:30 |
| Montpellier Handball | 31:33 | 23:18 | 25:24 | 30:26 | 34:30 |       | 22:27 | 30:33 |
| FC Porto             | 30:22 | 24:31 | 33:30 | 27:25 | 35:35 | 23:23 |       | 29:30 |
| THW Kiel             | 34:23 | 29:28 | 30:30 | 31:23 | 32:32 | 33:32 | 27:28 |       |

Wyniki
| 14 września 201917:15 | Montpellier Handball | 31:33(17:16) | RK Wardar Skopje | Palais des sports René-Bougnol, Montpellier Widzów: 2700 Sędzia: Martin Gjeding Mads Hansen |
| 14 września 201917:15 | Valentin Porte 7     | 31:33(17:16) | 7 Staš Skube     | Palais des sports René-Bougnol, Montpellier Widzów: 2700 Sędzia: Martin Gjeding Mads Hansen |
| 14 września 201917:15 | 5× · 1× · 1×         | 31:33(17:16) | 5×               | Palais des sports René-Bougnol, Montpellier Widzów: 2700 Sędzia: Martin Gjeding Mads Hansen |

| 14 września 201918:30 | FC Porto           | 27:25(9:15) | HC Meszkow Brześć | Dragão Caixa, Porto Widzów: 1196 Sędzia: Stevann Pichon Laurent Reveret |
| 14 września 201918:30 | Diogo Branquinho 8 | 27:25(9:15) | 10 Darko Đukić    | Dragão Caixa, Porto Widzów: 1196 Sędzia: Stevann Pichon Laurent Reveret |
| 14 września 201918:30 | 4× · 1×            | 27:25(9:15) | 2× · 1×           | Dragão Caixa, Porto Widzów: 1196 Sędzia: Stevann Pichon Laurent Reveret |

| 15 września 201917:00 | Telekom Veszprém                     | 40:28(17:13) | HK Motor Zaporoże                       | Veszprém Aréna, Veszprém Widzów: 5019 Sędzia: Andreu Marín Ignacio García Serradilla |
| 15 września 201917:00 | Kent Robin Tønnesen 6 Dragan Gajić 6 | 40:28(17:13) | 6 Aidenas Malašinskas 6 Barys Pukhouski | Veszprém Aréna, Veszprém Widzów: 5019 Sędzia: Andreu Marín Ignacio García Serradilla |
| 15 września 201917:00 | 4×                                   | 40:28(17:13) | 5× · 2× · 2×                            | Veszprém Aréna, Veszprém Widzów: 5019 Sędzia: Andreu Marín Ignacio García Serradilla |

| 15 września 201919:00 | THW Kiel       | 30:30(14:15) | PGE Vive Kielce                       | Sparkassen-Arena, Kilonia Widzów: 8223 Sędzia: Bojan Lah David Sok |
| 15 września 201919:00 | Nikola Bilyk 7 | 30:30(14:15) | 5 Alex Dujshebaev 5 Uładzisłau Kulesz | Sparkassen-Arena, Kilonia Widzów: 8223 Sędzia: Bojan Lah David Sok |
| 15 września 201919:00 | 7× · 2× · 1×   | 30:30(14:15) | 8× · 2×                               | Sparkassen-Arena, Kilonia Widzów: 8223 Sędzia: Bojan Lah David Sok |

| 21 września 201917:30 | Telekom Veszprém               | 31:37(13:16) | THW Kiel          | Veszprém Aréna, Veszprém Widzów: 5019 Sędzia: Ivan Pavićević Miloš Ražnatović |
| 21 września 201917:30 | Yahia Omar 5 Andreas Nilsson 5 | 31:37(13:16) | 8 Harald Reinkind | Veszprém Aréna, Veszprém Widzów: 5019 Sędzia: Ivan Pavićević Miloš Ražnatović |
| 21 września 201917:30 | 4× · 3×                        | 31:37(13:16) | 3× · 2×           | Veszprém Aréna, Veszprém Widzów: 5019 Sędzia: Ivan Pavićević Miloš Ražnatović |

| 21 września 201918:30 | HC Meszkow Brześć           | 25:27(13:12) | Montpellier Handball | Pałac sportu "Viktoria", Brześć Sędzia: Lars Geipel Marcus Helbig |
| 21 września 201918:30 | Marko Panić 6 Darko Đukić 6 | 25:27(13:12) | 7 Melvyn Richardson  | Pałac sportu "Viktoria", Brześć Sędzia: Lars Geipel Marcus Helbig |
| 21 września 201918:30 | 2× · 2×                     | 25:27(13:12) | 3× · 2×              | Pałac sportu "Viktoria", Brześć Sędzia: Lars Geipel Marcus Helbig |

| 22 września 201917:00 | RK Wardar Skopje                 | 32:27(14:16) | FC Porto           | Jane Sandanski Arena, Skopje Widzów: 4800 Sędzia: Radojko Brkic Andrei Jusufhodzic |
| 22 września 201917:00 | Dainis Krištopāns 7 Ivan Čupić 7 | 32:27(14:16) | 6 Diogo Branquinho | Jane Sandanski Arena, Skopje Widzów: 4800 Sędzia: Radojko Brkic Andrei Jusufhodzic |
| 22 września 201917:00 | 3× · 2×                          | 32:27(14:16) | 6× · 3× · 1×       | Jane Sandanski Arena, Skopje Widzów: 4800 Sędzia: Radojko Brkic Andrei Jusufhodzic |

| 22 września 201920:00 | PGE Vive Kielce  | 33:26(22:11) | HK Motor Zaporoże | Hala Legionów, Kielce Widzów: 4000 Sędzia: Arthur Brunner Morad Salah |
| 22 września 201920:00 | Arciom Karalok 6 | 33:26(22:11) | 6 Barys Pukhouski | Hala Legionów, Kielce Widzów: 4000 Sędzia: Arthur Brunner Morad Salah |
| 22 września 201920:00 | 2× · 3×          | 33:26(22:11) | 5× · 1×           | Hala Legionów, Kielce Widzów: 4000 Sędzia: Arthur Brunner Morad Salah |

| 25 września 201919:00 | THW Kiel                        | 31:23(13:12) | HC Meszkow Brześć | Sparkassen-Arena, Kilonia Widzów: 7506 Sędzia: Jesper Kirkholm Madsen Henrik Mortensen |
| 25 września 201919:00 | Patrick Wiencek 5 Rune Dahmke 5 | 31:23(13:12) | 6 Marko Panić     | Sparkassen-Arena, Kilonia Widzów: 7506 Sędzia: Jesper Kirkholm Madsen Henrik Mortensen |
| 25 września 201919:00 | 1×                              | 31:23(13:12) | 2× · 1×           | Sparkassen-Arena, Kilonia Widzów: 7506 Sędzia: Jesper Kirkholm Madsen Henrik Mortensen |

| 28 września 201919:00 | FC Porto                                | 33:30(15:12) | PGE Vive Kielce | Dragão Caixa, Porto Widzów: 1701 Sędzia: Michal Baďura Jaroslav Ondogrecula |
| 28 września 201919:00 | António Antunes Baeta Rodrigues Areia 8 | 33:30(15:12) | 7 Blaž Janc     | Dragão Caixa, Porto Widzów: 1701 Sędzia: Michal Baďura Jaroslav Ondogrecula |
| 28 września 201919:00 | 5× · 3×                                 | 33:30(15:12) | 2× · 2×         | Dragão Caixa, Porto Widzów: 1701 Sędzia: Michal Baďura Jaroslav Ondogrecula |

| 29 września 201918:00 | HK Motor Zaporoże | 30:31(18:16) | RK Wardar Skopje | Yunost Sport Hall, Zaporoże Widzów: 2600 Sędzia: Dalibor Jurinović Marko Mrvica |
| 29 września 201918:00 | Igor Soroka 8     | 30:31(18:16) | 9 Timur Dibirow  | Yunost Sport Hall, Zaporoże Widzów: 2600 Sędzia: Dalibor Jurinović Marko Mrvica |
| 29 września 201918:00 | 4× · 3× · 1×      | 30:31(18:16) | 3× · 2×          | Yunost Sport Hall, Zaporoże Widzów: 2600 Sędzia: Dalibor Jurinović Marko Mrvica |

| 29 września 201919:00 | Montpellier Handball | 23:18(11:10) | Telekom Veszprém | Sud de France Arena, Montpellier Widzów: 3000 Sędzia: Evgeny Zotin Nikolay Volodkov |
| 29 września 201919:00 | Melvyn Richardson 8  | 23:18(11:10) | 5 Kentin Mahé    | Sud de France Arena, Montpellier Widzów: 3000 Sędzia: Evgeny Zotin Nikolay Volodkov |
| 29 września 201919:00 | 2× · 3×              | 23:18(11:10) | 3× · 3×          | Sud de France Arena, Montpellier Widzów: 3000 Sędzia: Evgeny Zotin Nikolay Volodkov |

| 12 października 201917:30 | RK Wardar Skopje | 20:31(4:16) | THW Kiel                            | Jane Sandanski Arena, Skopje Widzów: 5500 Sędzia: Arthur Brunner Morad Salah |
| 12 października 201917:30 | Timur Dibirow 5  | 20:31(4:16) | 6 Domagoj Duvnjak 6 Hendrik Pekeler | Jane Sandanski Arena, Skopje Widzów: 5500 Sędzia: Arthur Brunner Morad Salah |
| 12 października 201917:30 | 1× · 2×          | 20:31(4:16) | 3× · 2×                             | Jane Sandanski Arena, Skopje Widzów: 5500 Sędzia: Arthur Brunner Morad Salah |

| 12 października 201918:00 | PGE Vive Kielce | 27:29(12:14) | Montpellier Handball                  | Hala Legionów, Kielce Widzów: 4199 Sędzia: Matija Gubica Boris Milošević |
| 12 października 201918:00 | Blaž Janc 7     | 27:29(12:14) | 6 Kyllian Villeminot 6 Mohamed Soussi | Hala Legionów, Kielce Widzów: 4199 Sędzia: Matija Gubica Boris Milošević |
| 12 października 201918:00 | 3× · 1×         | 27:29(12:14) | 3× · 2×                               | Hala Legionów, Kielce Widzów: 4199 Sędzia: Matija Gubica Boris Milošević |

| 12 października 201919:30 | HC Meszkow Brześć   | 33:31(16:19) | HK Motor Zaporoże     | Pałac sportu "Viktoria", Brześć Widzów: 2700 Sędzia: Lars Jørum Håvard Kleven |
| 12 października 201919:30 | William Accambray 6 | 33:31(16:19) | 9 Aidenas Malašinskas | Pałac sportu "Viktoria", Brześć Widzów: 2700 Sędzia: Lars Jørum Håvard Kleven |
| 12 października 201919:30 | 3× · 1×             | 33:31(16:19) | 1× · 1×               | Pałac sportu "Viktoria", Brześć Widzów: 2700 Sędzia: Lars Jørum Håvard Kleven |

| 13 października 201915:00 | Telekom Veszprém  | 38:28(19:16) | FC Porto                         | Veszprém Aréna, Veszprém Widzów: 4809 Sędzia: Zigmārs Sondors Renārs Līcis |
| 13 października 201915:00 | Andreas Nilsson 8 | 38:28(19:16) | 6 Víctor Manuel Iturriza Alvarez | Veszprém Aréna, Veszprém Widzów: 4809 Sędzia: Zigmārs Sondors Renārs Līcis |
| 13 października 201915:00 | 3× · 2×           | 38:28(19:16) | 3× · 2×                          | Veszprém Aréna, Veszprém Widzów: 4809 Sędzia: Zigmārs Sondors Renārs Līcis |

| 19 października 201917:15 | Montpellier Handball | 30:33(16:17) | THW Kiel         | Sud de France Arena, Montpellier Sędzia: Vaidas Mažeika Mindaugas Gatelis |
| 19 października 201917:15 | Hugo Descat 8        | 30:33(16:17) | 11 Lukas Nilsson | Sud de France Arena, Montpellier Sędzia: Vaidas Mažeika Mindaugas Gatelis |
| 19 października 201917:15 | 2× · 3×              | 30:33(16:17) | 1× · 1×          | Sud de France Arena, Montpellier Sędzia: Vaidas Mažeika Mindaugas Gatelis |

| 19 października 201917:30 | Telekom Veszprém       | 39:30(21:17) | RK Wardar Skopje | Veszprém Aréna, Veszprém Sędzia: Stevann Pichon Laurent Reveret |
| 19 października 201917:30 | Rasmus Lauge Schmidt 8 | 39:30(21:17) | 8 Timur Dibirow  | Veszprém Aréna, Veszprém Sędzia: Stevann Pichon Laurent Reveret |
| 19 października 201917:30 | 5× · 2× · 1×           | 39:30(21:17) | 5× · 2×          | Veszprém Aréna, Veszprém Sędzia: Stevann Pichon Laurent Reveret |

| 19 października 201918:00 | HC Meszkow Brześć   | 27:31(9:15) | PGE Vive Kielce     | Pałac sportu "Viktoria", Brześć Widzów: 3100 Sędzia: Václav Horáček Jiří Novotný |
| 19 października 201918:00 | William Accambray 6 | 27:31(9:15) | 6 Uładzisłau Kulesz | Pałac sportu "Viktoria", Brześć Widzów: 3100 Sędzia: Václav Horáček Jiří Novotný |
| 19 października 201918:00 | 5× · 2× · 1×        | 27:31(9:15) | 6× · 2×             | Pałac sportu "Viktoria", Brześć Widzów: 3100 Sędzia: Václav Horáček Jiří Novotný |

| 19 października 201918:30 | FC Porto      | 35:35(15:15) | HK Motor Zaporoże  | Dragão Caixa, Porto Widzów: 1465 Sędzia: Jesper Kirkholm Madsen Henrik Mortensen |
| 19 października 201918:30 | André Gomes 8 | 35:35(15:15) | 12 Barys Pukhouski | Dragão Caixa, Porto Widzów: 1465 Sędzia: Jesper Kirkholm Madsen Henrik Mortensen |
| 19 października 201918:30 | 4× · 1×       | 35:35(15:15) | 6× · 3×            | Dragão Caixa, Porto Widzów: 1465 Sędzia: Jesper Kirkholm Madsen Henrik Mortensen |

| 2 listopada 201915:00 | PGE Vive Kielce    | 34:33(17:17) | Telekom Veszprém | Hala Legionów, Kielce Widzów: 4200 Sędzia: Martin Gjeding Mads Hansen |
| 2 listopada 201915:00 | Alex Dujshebaev 11 | 34:33(17:17) | 7 Dragan Gajić   | Hala Legionów, Kielce Widzów: 4200 Sędzia: Martin Gjeding Mads Hansen |
| 2 listopada 201915:00 | 5× · 2×            | 34:33(17:17) | 7× · 2×          | Hala Legionów, Kielce Widzów: 4200 Sędzia: Martin Gjeding Mads Hansen |

| 2 listopada 201918:30 | FC Porto                         | 23:23(11:10) | Montpellier Handball | Dragão Caixa, Porto Widzów: 1989 Sędzia: Óscar Raluy López Ángel Sabroso Ramírez |
| 2 listopada 201918:30 | Victor Manuel Iturriza Alvarez 4 | 23:23(11:10) | 6 Gilberto Duarte    | Dragão Caixa, Porto Widzów: 1989 Sędzia: Óscar Raluy López Ángel Sabroso Ramírez |
| 2 listopada 201918:30 | 4× · 1× · 1×                     | 23:23(11:10) | 5× · 1×              | Dragão Caixa, Porto Widzów: 1989 Sędzia: Óscar Raluy López Ángel Sabroso Ramírez |

| 3 listopada 201917:00 | RK Wardar Skopje    | 36:31(19:17) | HC Meszkow Brześć | Jane Sandanski Arena, Skopje Widzów: 4900 Sędzia: Jónas Elíasson Anton Gylfi Pálsson |
| 3 listopada 201917:00 | Dainis Krištopāns 9 | 36:31(19:17) | 9 Mikita Vailupau | Jane Sandanski Arena, Skopje Widzów: 4900 Sędzia: Jónas Elíasson Anton Gylfi Pálsson |
| 3 listopada 201917:00 | 4× · 3×             | 36:31(19:17) | 8× · 3× · 1×      | Jane Sandanski Arena, Skopje Widzów: 4900 Sędzia: Jónas Elíasson Anton Gylfi Pálsson |

| 3 listopada 201918:00 | HK Motor Zaporoże              | 27:30(13:15) | THW Kiel          | Yunost Sport Hall, Zaporoże Widzów: 3100 Sędzia: Mirza Kurtagic Mattias Wetterwik |
| 3 listopada 201918:00 | Dener Jaanimaa 5 Igor Soroka 5 | 27:30(13:15) | 7 Harald Reinkind | Yunost Sport Hall, Zaporoże Widzów: 3100 Sędzia: Mirza Kurtagic Mattias Wetterwik |
| 3 listopada 201918:00 | 2× · 2×                        | 27:30(13:15) | 1× · 1×           | Yunost Sport Hall, Zaporoże Widzów: 3100 Sędzia: Mirza Kurtagic Mattias Wetterwik |

| 9 listopada 201917:30 | RK Wardar Skopje | 28:28(17:16) | PGE Vive Kielce | Jane Sandanski Arena, Skopje Widzów: 5500 Sędzia: Robert Schulze Tobias Tönnies |
| 9 listopada 201917:30 | Staš Skube 7     | 28:28(17:16) | 7 Blaž Janc     | Jane Sandanski Arena, Skopje Widzów: 5500 Sędzia: Robert Schulze Tobias Tönnies |
| 9 listopada 201917:30 | 4× · 2×          | 28:28(17:16) | 6×              | Jane Sandanski Arena, Skopje Widzów: 5500 Sędzia: Robert Schulze Tobias Tönnies |

| 9 listopada 201919:30 | HC Meszkow Brześć | 30:37(17:20) | Telekom Veszprém               | Pałac sportu "Viktoria", Brześć Widzów: 2700 Sędzia: Matija Gubica Boris Milošević |
| 9 listopada 201919:30 | Mikita Vailupau 5 | 30:37(17:20) | 8 Dragan Gajić 8 Petar Nenadić | Pałac sportu "Viktoria", Brześć Widzów: 2700 Sędzia: Matija Gubica Boris Milošević |
| 9 listopada 201919:30 | 4× · 4×           | 30:37(17:20) | 2× · 1×                        | Pałac sportu "Viktoria", Brześć Widzów: 2700 Sędzia: Matija Gubica Boris Milošević |

| 10 listopada 20198:00 | HK Motor Zaporoże | 25:26(17:12) | Montpellier Handball                 | Yunost Sport Hall, Zaporoże Widzów: 2670 Sędzia: Bojan Lah David Sok |
| 10 listopada 20198:00 | Maxim Babichev 7  | 25:26(17:12) | 5 Jonas Truchanovicius 5 Hugo Descat | Yunost Sport Hall, Zaporoże Widzów: 2670 Sędzia: Bojan Lah David Sok |
| 10 listopada 20198:00 | 5× · 3×           | 25:26(17:12) | 5× · 2×                              | Yunost Sport Hall, Zaporoże Widzów: 2670 Sędzia: Bojan Lah David Sok |

| 10 listopada 201919:00 | THW Kiel        | 27:28(14:13) | FC Porto                         | Sparkassen-Arena, Kilonia Widzów: 8011 Sędzia: Lars Jørum Håvard Kleven |
| 10 listopada 201919:00 | Niclas Ekberg 7 | 27:28(14:13) | 6 Victor Manuel Iturriza Alvarez | Sparkassen-Arena, Kilonia Widzów: 8011 Sędzia: Lars Jørum Håvard Kleven |
| 10 listopada 201919:00 | 3× · 1×         | 27:28(14:13) | 4× · 2× · 1×                     | Sparkassen-Arena, Kilonia Widzów: 8011 Sędzia: Lars Jørum Håvard Kleven |

| 13 listopada 201919:00 | FC Porto                         | 29:30(16:14) | THW Kiel                 | Dragão Caixa, Porto Widzów: 1916 Sędzia: Jónas Elíasson Anton Gylfi Pálsson |
| 13 listopada 201919:00 | Victor Manuel Iturriza Alvarez 6 | 29:30(16:14) | 9 Magnus Landin Jacobsen | Dragão Caixa, Porto Widzów: 1916 Sędzia: Jónas Elíasson Anton Gylfi Pálsson |
| 13 listopada 201919:00 | 3× · 3×                          | 29:30(16:14) | 4× · 4×                  | Dragão Caixa, Porto Widzów: 1916 Sędzia: Jónas Elíasson Anton Gylfi Pálsson |

| 16 listopada 201917:30 | Telekom Veszprém                               | 31:25(14:14) | HC Meszkow Brześć | Veszprém Aréna, Veszprém Widzów: 5019 Sędzia: Peter Brunovský Vladimír Čanda |
| 16 listopada 201917:30 | Dragan Gajić 5 Manuel Štrlek 5 Petar Nenadić 5 | 31:25(14:14) | Bramka            | Veszprém Aréna, Veszprém Widzów: 5019 Sędzia: Peter Brunovský Vladimír Čanda |
| 16 listopada 201917:30 | 4× · 1×                                        | 31:25(14:14) | 1× · 2×           | Veszprém Aréna, Veszprém Widzów: 5019 Sędzia: Peter Brunovský Vladimír Čanda |

| 16 listopada 201918:00 | PGE Vive Kielce                 | 35:25(17:14) | RK Wardar Skopje | Hala Legionów, Kielce Widzów: 4200 Sędzia: Lars Jørum Håvard Kleven |
| 16 listopada 201918:00 | Igor Karačić 6 Arciom Karalok 6 | 35:25(17:14) | 9 Timur Dibirow  | Hala Legionów, Kielce Widzów: 4200 Sędzia: Lars Jørum Håvard Kleven |
| 16 listopada 201918:00 | 4× · 2×                         | 35:25(17:14) | 2× · 1×          | Hala Legionów, Kielce Widzów: 4200 Sędzia: Lars Jørum Håvard Kleven |

| 17 listopada 201919:00 | Montpellier Handball        | 34:30(16:15) | HK Motor Zaporoże | Palais des sports René-Bougnol, Montpellier Widzów: 30000 Sędzia: Ivan Pavićević Miloš Ražnatović |
| 17 listopada 201919:00 | Hugo Descat 8 Yanis Lenne 8 | 34:30(16:15) | 5 Igor Soroka     | Palais des sports René-Bougnol, Montpellier Widzów: 30000 Sędzia: Ivan Pavićević Miloš Ražnatović |
| 17 listopada 201919:00 | 4× · 1×                     | 34:30(16:15) | 7× · 1×           | Palais des sports René-Bougnol, Montpellier Widzów: 30000 Sędzia: Ivan Pavićević Miloš Ražnatović |

| 20 listopada 201919:00 | THW Kiel        | 32:32(16:17) | HK Motor Zaporoże  | Sparkassen-Arena, Kilonia Widzów: 7618 Sędzia: Michal Baďura Jaroslav Ondogrecula |
| 20 listopada 201919:00 | Niclas Ekberg 9 | 32:32(16:17) | 10 Barys Pukhouski | Sparkassen-Arena, Kilonia Widzów: 7618 Sędzia: Michal Baďura Jaroslav Ondogrecula |
| 20 listopada 201919:00 | 1× · 2×         | 32:32(16:17) | 5× · 2×            | Sparkassen-Arena, Kilonia Widzów: 7618 Sędzia: Michal Baďura Jaroslav Ondogrecula |

| 23 listopada 201917:15 | Montpellier Handball                 | 22:27(10:14) | FC Porto                | Palais des sports René-Bougnol, Montpellier Widzów: 3010 Sędzia: Dalibor Jurinović Marko Mrvica |
| 23 listopada 201917:15 | Diego Simonet 5 Kyllian Villeminot 5 | 22:27(10:14) | 7 Miguel Soares Martins | Palais des sports René-Bougnol, Montpellier Widzów: 3010 Sędzia: Dalibor Jurinović Marko Mrvica |
| 23 listopada 201917:15 | 1× · 2×                              | 22:27(10:14) | 2× · 2×                 | Palais des sports René-Bougnol, Montpellier Widzów: 3010 Sędzia: Dalibor Jurinović Marko Mrvica |

| 23 listopada 201917:30 | Telekom Veszprém  | 28:24(13:15) | PGE Vive Kielce  | Veszprém Aréna, Veszprém Widzów: 5125 Sędzia: Vaidas Mažeika Mindaugas Gatelis |
| 23 listopada 201917:30 | Andreas Nilsson 5 | 28:24(13:15) | 6 Arciom Karalok | Veszprém Aréna, Veszprém Widzów: 5125 Sędzia: Vaidas Mažeika Mindaugas Gatelis |
| 23 listopada 201917:30 | 8× · 2×           | 28:24(13:15) | 3× · 3×          | Veszprém Aréna, Veszprém Widzów: 5125 Sędzia: Vaidas Mažeika Mindaugas Gatelis |

| 23 listopada 201918:00 | HC Meszkow Brześć  | 31:22(12:13) | RK Wardar Skopje   | Pałac sportu "Viktoria", Brześć Widzów: 2400 Sędzia: Ivan Pavićević Miloš Ražnatović |
| 23 listopada 201918:00 | Mikita Vailupau 12 | 31:22(12:13) | 6 Stojanče Stoilov | Pałac sportu "Viktoria", Brześć Widzów: 2400 Sędzia: Ivan Pavićević Miloš Ražnatović |
| 23 listopada 201918:00 | 2× · 1×            | 31:22(12:13) | 3× · 2×            | Pałac sportu "Viktoria", Brześć Widzów: 2400 Sędzia: Ivan Pavićević Miloš Ražnatović |

| 27 listopada 201919:00 | HK Motor Zaporoże | 33:29(19:16) | FC Porto                         | Yunost Sport Hall, Zaporoże Widzów: 1800 Sędzia: Marko Boričić Dejan Marković |
| 27 listopada 201919:00 | Igor Soroka 8     | 33:29(19:16) | 6 Diogo Branquinho 6 André Gomes | Yunost Sport Hall, Zaporoże Widzów: 1800 Sędzia: Marko Boričić Dejan Marković |
| 27 listopada 201919:00 | 5× · 2× · 1×      | 33:29(19:16) | 6× · 3× · 1×                     | Yunost Sport Hall, Zaporoże Widzów: 1800 Sędzia: Marko Boričić Dejan Marković |

| 30 listopada 201915:00 | PGE Vive Kielce | 30:24(12:11) | HC Meszkow Brześć   | Hala Legionów, Kielce Widzów: 4200 Sędzia: Mirza Kurtagic Mattias Wetterwik |
| 30 listopada 201915:00 | Blaž Janc 7     | 30:24(12:11) | 6 William Accambray | Hala Legionów, Kielce Widzów: 4200 Sędzia: Mirza Kurtagic Mattias Wetterwik |
| 30 listopada 201915:00 | 6× · 3×         | 30:24(12:11) | 4× · 1×             | Hala Legionów, Kielce Widzów: 4200 Sędzia: Mirza Kurtagic Mattias Wetterwik |

| 30 listopada 201917:30 | THW Kiel       | 33:32(16:19) | Montpellier Handball | Sparkassen-Arena, Kilonia Widzów: 9318 Sędzia: Václav Horáček Jiří Novotný |
| 30 listopada 201917:30 | Nikola Bilyk 8 | 33:32(16:19) | 7 Valentin Porte     | Sparkassen-Arena, Kilonia Widzów: 9318 Sędzia: Václav Horáček Jiří Novotný |
| 30 listopada 201917:30 | 2× · 1×        | 33:32(16:19) | 8× · 2× · 1×         | Sparkassen-Arena, Kilonia Widzów: 9318 Sędzia: Václav Horáček Jiří Novotný |

| 1 grudnia 201917:00 | RK Wardar Skopje | 29:38(15:22) | Telekom Veszprém | Jane Sandanski Arena, Skopje Widzów: 5500 Sędzia: Jesper Kirkholm Madsen Henrik Mortensen |
| 1 grudnia 201917:00 | Pavel Atman 7    | 29:38(15:22) | 11 Petar Nenadić | Jane Sandanski Arena, Skopje Widzów: 5500 Sędzia: Jesper Kirkholm Madsen Henrik Mortensen |
| 1 grudnia 201917:00 | 1× · 2×          | 29:38(15:22) | 4× · 1×          | Jane Sandanski Arena, Skopje Widzów: 5500 Sędzia: Jesper Kirkholm Madsen Henrik Mortensen |

| 5 lutego 202019:00 | THW Kiel      | 34:23(18:14) | RK Wardar Skopje    | Sparkassen-Arena, Kilonia Widzów: 9024 Sędzia: Zigmārs Sondors Renārs Līcis |
| 5 lutego 202019:00 | Niclas Ekberg | 34:23(18:14) | 6 Dainis Krištopāns | Sparkassen-Arena, Kilonia Widzów: 9024 Sędzia: Zigmārs Sondors Renārs Līcis |
| 5 lutego 202019:00 | 3× · 3×       | 34:23(18:14) | 3× · 3×             | Sparkassen-Arena, Kilonia Widzów: 9024 Sędzia: Zigmārs Sondors Renārs Līcis |

| 8 lutego 202015:00 | FC Porto           | 24:31(9:14) | Telekom Veszprém | Dragão Caixa, Porto Widzów: 1726 Sędzia: Kürşad Erdoğan İbrahim Özdeniz |
| 8 lutego 202015:00 | Diogo Branquinho 6 | 24:31(9:14) | 7 Vuko Borozan   | Dragão Caixa, Porto Widzów: 1726 Sędzia: Kürşad Erdoğan İbrahim Özdeniz |
| 8 lutego 202015:00 | 3× · 2× · 1×       | 24:31(9:14) | 3× · 1×          | Dragão Caixa, Porto Widzów: 1726 Sędzia: Kürşad Erdoğan İbrahim Özdeniz |

| 5 lutego 2020 | Montpellier Handball | 25:24(12:14) | PGE Vive Kielce                        | Palais des sports René-Bougnol, Montpellier Widzów: 3000 Sędzia: Nenad Nikolić Dušan Stojković |
| 5 lutego 2020 | Hugo Descat 9        | 25:24(12:14) | 5 Uładzisłau Kulesz 5 Arkadiusz Moryto | Palais des sports René-Bougnol, Montpellier Widzów: 3000 Sędzia: Nenad Nikolić Dušan Stojković |
| 5 lutego 2020 | 5× · 2×              | 25:24(12:14) | 4× · 1×                                | Palais des sports René-Bougnol, Montpellier Widzów: 3000 Sędzia: Nenad Nikolić Dušan Stojković |

| 9 lutego 202018:00 | HK Motor Zaporoże                       | 33:36(17:18) | HC Meszkow Brześć        | Yunost Sport Hall, Zaporoże Widzów: 2250 Sędzia: Miljan Vešović Novica Mitrović |
| 9 lutego 202018:00 | Aidenas Malašinskas 6 Barys Pukhouski 6 | 33:36(17:18) | 10 Alexander Shkurinskiy | Yunost Sport Hall, Zaporoże Widzów: 2250 Sędzia: Miljan Vešović Novica Mitrović |
| 9 lutego 202018:00 | 5× · 2×                                 | 33:36(17:18) | 2× · 1× · 1×             | Yunost Sport Hall, Zaporoże Widzów: 2250 Sędzia: Miljan Vešović Novica Mitrović |

| 12 lutego 202019:00 | THW Kiel        | 29:28(15:15) | Telekom Veszprém                 | Sparkassen-Arena, Kilonia Widzów: 10285 Sędzia: Dalibor Jurinović Marko Mrvica |
| 12 lutego 202019:00 | Niclas Ekberg 8 | 29:28(15:15) | 5 Andreas Nilsson 5 Vuko Borozan | Sparkassen-Arena, Kilonia Widzów: 10285 Sędzia: Dalibor Jurinović Marko Mrvica |
| 12 lutego 202019:00 | 1× · 1×         | 29:28(15:15) | 2× · 3×                          | Sparkassen-Arena, Kilonia Widzów: 10285 Sędzia: Dalibor Jurinović Marko Mrvica |

| 15 lutego 202015:00 | PGE Vive Kielce   | 30:25(12:12) | FC Porto                                  | Hala Legionów, Kielce Widzów: 4100 Sędzia: Igor Covalciuc Alexei Covalciuc |
| 15 lutego 202015:00 | Alex Dujshebaev 7 | 30:25(12:12) | 5 Miguel Martins Soares 5 Fábio Magalhães | Hala Legionów, Kielce Widzów: 4100 Sędzia: Igor Covalciuc Alexei Covalciuc |
| 15 lutego 202015:00 | 1× · 2×           | 30:25(12:12) | 4× · 3×                                   | Hala Legionów, Kielce Widzów: 4100 Sędzia: Igor Covalciuc Alexei Covalciuc |

| 15 lutego 202017:15 | Montpellier Handball | 30:26(16:14) | HC Meszkow Brześć | Palais des sports René-Bougnol, Montpellier Widzów: 3000 Sędzia: Radojko Brkic Andrei Jusufhodzic |
| 15 lutego 202017:15 | Hugo Descat 11       | 30:26(16:14) | 5 Maksim Baranau  | Palais des sports René-Bougnol, Montpellier Widzów: 3000 Sędzia: Radojko Brkic Andrei Jusufhodzic |
| 15 lutego 202017:15 | 3× · 2×              | 30:26(16:14) | 3× · 3×           | Palais des sports René-Bougnol, Montpellier Widzów: 3000 Sędzia: Radojko Brkic Andrei Jusufhodzic |

| 15 lutego 202017:30 | RK Wardar Skopje | 38:28(16:11) | HK Motor Zaporoże | Jane Sandanski Arena, Skopje Widzów: 4200 Sędzia: Vaidas Mažeika Mindaugas Gatelis |
| 15 lutego 202017:30 | Staš Skube 8     | 38:28(16:11) | 7 Barys Pukhouski | Jane Sandanski Arena, Skopje Widzów: 4200 Sędzia: Vaidas Mažeika Mindaugas Gatelis |
| 15 lutego 202017:30 | 2× · 2× · 1×     | 38:28(16:11) | 4× · 3×           | Jane Sandanski Arena, Skopje Widzów: 4200 Sędzia: Vaidas Mažeika Mindaugas Gatelis |

| 20 lutego 202019:00 | HK Motor Zaporoże  | 26:33(14:19) | PGE Vive Kielce  | Yunost Sport Hall, Zaporoże Widzów: 1600 Sędzia: Zigmārs Sondors Renārs Līcis |
| 20 lutego 202019:00 | Artem Kozakevych 5 | 26:33(14:19) | 8 Arciom Karalok | Yunost Sport Hall, Zaporoże Widzów: 1600 Sędzia: Zigmārs Sondors Renārs Līcis |
| 20 lutego 202019:00 | 4× · 2×            | 26:33(14:19) | 5× · 1×          | Yunost Sport Hall, Zaporoże Widzów: 1600 Sędzia: Zigmārs Sondors Renārs Līcis |

| 22 lutego 202015:00 | FC Porto                                                | 30:22(11:10) | RK Wardar Skopje     | Dragão Caixa, Porto Widzów: 1711 Sędzia: Péter Horváth Balázs Marton |
| 22 lutego 202015:00 | Alexis Borges 5 Antonio Rodrigues Areia 5 André Gomes 5 | 30:22(11:10) | 7 Daniil Shishkaryov | Dragão Caixa, Porto Widzów: 1711 Sędzia: Péter Horváth Balázs Marton |
| 22 lutego 202015:00 | 1× · 3×                                                 | 30:22(11:10) | 3× · 2×              | Dragão Caixa, Porto Widzów: 1711 Sędzia: Péter Horváth Balázs Marton |

| 22 lutego 202019:30 | HC Meszkow Brześć  | 33:30(16:13) | THW Kiel        | Pałac sportu "Viktoria", Brześć Widzów: 3300 Sędzia: Karim Gasmi Raouf Gasmi |
| 22 lutego 202019:30 | Mikita Vailupau 11 | 33:30(16:13) | 8 Lukas Nilsson | Pałac sportu "Viktoria", Brześć Widzów: 3300 Sędzia: Karim Gasmi Raouf Gasmi |
| 22 lutego 202019:30 | 1× · 1×            | 33:30(16:13) | 1× · 1×         | Pałac sportu "Viktoria", Brześć Widzów: 3300 Sędzia: Karim Gasmi Raouf Gasmi |

| 23 lutego 202017:00 | Telekom Veszprém | 24:23(16:14) | Montpellier Handball | Veszprém Aréna, Veszprém Widzów: 5019 Sędzia: Mirza Kurtagic Mattias Wetterwik |
| 23 lutego 202017:00 | Dragan Gajić 7   | 24:23(16:14) | 6 Hugo Descat        | Veszprém Aréna, Veszprém Widzów: 5019 Sędzia: Mirza Kurtagic Mattias Wetterwik |
| 23 lutego 202017:00 | 3× · 2×          | 24:23(16:14) | 2× · 1×              | Veszprém Aréna, Veszprém Widzów: 5019 Sędzia: Mirza Kurtagic Mattias Wetterwik |

| 29 lutego 202017:30 | RK Wardar Skopje   | 27:31(13:14) | Montpellier Handball | Jane Sandanski Arena, Skopje Widzów: 3500 Sędzia: Michal Baďura Jaroslav Ondogrecula |
| 29 lutego 202017:30 | Stojanče Stoilov 7 | 27:31(13:14) | 8 Hugo Descat        | Jane Sandanski Arena, Skopje Widzów: 3500 Sędzia: Michal Baďura Jaroslav Ondogrecula |
| 29 lutego 202017:30 | 2× · 2×            | 27:31(13:14) | 2× · 2×              | Jane Sandanski Arena, Skopje Widzów: 3500 Sędzia: Michal Baďura Jaroslav Ondogrecula |

| 29 lutego 202018:00 | PGE Vive Kielce   | 32:30(16:18) | THW Kiel        | Hala Legionów, Kielce Widzów: 4200 Sędzia: Sławe Nikołow Ǵorǵi Naczewski |
| 29 lutego 202018:00 | Alex Dujshebaev 6 | 32:30(16:18) | 8 Niclas Ekberg | Hala Legionów, Kielce Widzów: 4200 Sędzia: Sławe Nikołow Ǵorǵi Naczewski |
| 29 lutego 202018:00 | 5× · 2×           | 32:30(16:18) | 5× · 1×         | Hala Legionów, Kielce Widzów: 4200 Sędzia: Sławe Nikołow Ǵorǵi Naczewski |

| 29 lutego 202018:30 | HK Motor Zaporoże | 22:32(8:17) | Telekom Veszprém | Yunost Sport Hall, Zaporoże Widzów: 1200 Sędzia: Václav Horáček Jiří Novotný |
| 29 lutego 202018:30 | Zakhar Denysov 5  | 22:32(8:17) | 5 Dragan Gajić   | Yunost Sport Hall, Zaporoże Widzów: 1200 Sędzia: Václav Horáček Jiří Novotný |
| 29 lutego 202018:30 | 2× · 2×           | 22:32(8:17) | 2× · 2×          | Yunost Sport Hall, Zaporoże Widzów: 1200 Sędzia: Václav Horáček Jiří Novotný |

| 29 lutego 202019:30 | HC Meszkow Brześć | 32:35(13:17) | HK Motor Zaporoże | Pałac sportu "Viktoria", Brześć Widzów: 3100 Sędzia: Nenad Nikolić Dušan Stojković |
| 29 lutego 202019:30 | Jaka Malus 10     | 32:35(13:17) | 5 Alves Miguel    | Pałac sportu "Viktoria", Brześć Widzów: 3100 Sędzia: Nenad Nikolić Dušan Stojković |
| 29 lutego 202019:30 | 3×                | 32:35(13:17) | 6× · 2×           | Pałac sportu "Viktoria", Brześć Widzów: 3100 Sędzia: Nenad Nikolić Dušan Stojković |